# Tomás Cuartero Gascón
Tomás Cuartero Gascón, tomó el nombre religioso de Tomás del Santísimo Sacramento C.P.. (Tabuenca, 22 de febrero de 1915 -  Manzanares, 23 de octubre de 1936), hermano de la Congregación Pasionista asesinado por las fuerzas anticlericales durante la guerra civil española. Fue beatificado por el Papa Juan Pablo II el 1 de octubre de 1989.

## Biografía
Tomás y su hermano José María Cuartero Gascón, nacieron en la localidad zaragozana de Tabuenca. Tomás un 22-02-1915 y José María el 24-04-1918.
Fue bautizado en la Parroquia de San Juan Bautista al poco de nacer y fue confirmado por D. Juan Soldevila el 19 de junio del mismo año.
Sintió una pronta vocación sacerdotal y en 1927 se marchó a estudiar al seminario de Belchite. comienza el curso de 1930 con los Pasionistas de Zaragoza donde estudia los cursos 1930-31 y 1931-32.
Al finalizar el curso va a Corella a continuar con sus estudios y al finalizar el curso, ya en 1933, el 29 de octubre es admitido para el noviciado y viste los hábitos pasionistas.
En 1934 llega a Daimiel que sería su última parada.

## Fallecimiento
La noche del 21 al 22 de julio de 1936 un grupo de milicianos desaloja el convento. La Congregación Pasionista es dividida en dos grupos. A Tomás y a José María, bajo la tutela del Padre Nicéforo de Jesús y María les conducirán a Manzanares. Les obligaron a bajar y en un campo próximo a la estación fueron fusilados. Ambos quedaron gravemente heridos y al cabo de dos días fueron llevados al hospital. Tomás con un tiro en el pecho y José María con la mandíbula destrozada. Al cabo de tres meses de sufrimiento, la mañana del 23 de octubre, son sacados del hospital y nuevamente fusilados.[cita requerida]

### Traslado de restos
El 23 de abril de 1941 los Beatos Mártires de Daimiel son trasladados a su Convento. Y allí, en la Cripta de los Mártires, descansan sus reliquias.

## Beatificación
Fueron beatificados por el Papa Juan Pablo II el 1 de octubre de 1989 en la Plaza de San Pedro.